# Comuna Pîlîpî, Moghilău
Pîlîpî (în ucraineană Пилипи) este o comună în raionul Moghilău, regiunea Vinnița, Ucraina, formată din satele Petrivka, Pîlîpî (reședința) și Șlîșkivți.

## Demografie
Componența lingvistică a satului Pîlîpî
     Ucraineană (99,62%)
     Alte limbi (0,38%)
Conform recensământului din 2001, majoritatea populației satului Pîlîpî era vorbitoare de ucraineană (99,62%), existând în minoritate și vorbitori de alte limbi.